# فنجاني صغير الساق
فنجاني صغير الساق (الاسم العلمي: Peziza micropus) هو نوع من الفطريات يتبع جنس الفنجاني من فصيلة الفنجانية.